# ずっこけナイトドンデラマンチャ
『ずっこけナイト ドンデラマンチャ』 は、国際映画社と葦プロダクションが制作したテレビアニメ。1980年4月15日から9月23日まで、東京12チャンネル（現・テレビ東京）で放送された。全26話が制作されたが、実際に本放送でオンエアされたのは全23話である。
ミゲル・デ・セルバンテスの『ドン・キホーテ』を元にした活劇ギャグアニメである。

## 概要
現在、放送に使用できる放送VTR素材が第3話から第22話までしかない。葦プロダクション側によるとネガフィルムは全話現存しているものの放送に使用できるVTR素材がなく、プリントを新たに起こしたりテレシネしたりする予算がないからとしている。なお、フィルムで納品されていたAT-Xでの放送では、全23話が放送されている。この時期は、配給元がエノキフイルムだったのも理由の一つになっている。
著作権は葦プロダクションと国際映画社が所持していたが、国際映画社が権利を放棄したために葦プロダクションが単独で所有している。
なお、第6話の「ドンはカウボーイ」は、金田伊功が絵コンテ・作画を担当したことで知られる。この話には隠れキャラクターとして、金田がアニメーターとして参加していた『無敵超人ザンボット3』（日本サンライズ製作）の神江きいろが登場している。

## あらすじ
ドンデラマンチャことドンキホーテ・デラマンチャは、ドルシネア姫に一目ぼれして以来、姫一筋。一方、ドルシネア姫は好奇心で「お城の外の世界も見てみたい」と召使いのノットルダムをお供に連れ城を出る。しかし父である王様が病気と聞けばすぐにとんで帰るほどの親思い娘でもある。そんな愛しく恋しい姫のために、華の騎士道踏みしめ姫にある日を夢に見てお供のサンチョと共に今日も旅を続ける。

## 登場人物

### ドンキホーテ一行
ドンデラマンチャ
声 - 内海賢二
この作品の主人公で、本名は「ドンキホーテ・デ・ラマンチャ」。騎士としての誇りと正義感に溢れているが、性格は、よく言えば純粋、悪く言えば単純。いつも状況を理解せず勢いまかせに突撃するトラブルメーカー。ドルシネアにベタ惚れしており、ずるい彼女にいいように利用されているとは、露ほども考えていない。
サンチョ
声 - 和久井節緒
ドンキホーテの従者。彼を「だんなさま」と呼び、彼を尊敬しどんなところでも付いて行く。粗忽者の主人と違ってしっかりしている。
ドジナンテ
ドンキホーテの乗る痩せた馬。

### ドルシネア・カラボスとその仲間
ドルシネア
声 - 小山茉美
ドンキホーテが思いを寄せる姫。実はカラボスの娘。口八丁でドンを騙してこき使っている。普通はピンク色の服とスカートを着用しているが、第6話のみ違う服を着用している（これは第6話で絵コンテ、原画を担当した金田伊功によるもの）。
ノットルダム
声 - 緒方賢一
ドルシネアの従者。ドルシネアともどもドンキホーテをそそのかして金儲けを企むが、いつも失敗する。
カラボス
声 - 今西正男
ドルシネアの父で盗賊団の首領。貴族を装っているが、実は金に困っている。
カセットリ
声 - 大竹宏
カラボスの近況を伝えるビデオカセットを、ドルシネアの元へに届ける鳥。

### その他
ナレーター
声 - 永井一郎
本編ナレーター。永井による名調子で作品を盛り上げる。

## スタッフ
- 制作：壺田重三（国際映画社）
- 企画：壺田重夫（国際映画社）、佐藤俊彦（葦プロダクション）
- プロデューサー：江津兵太（東京12チャンネル）、相原義彰（葦プロダクション）
- 脚本構成：酒井あきよし
- 原案：『ドン・キホーテ』（ミゲル・デ・セルバンテス）
- 監修：長浜忠夫、山元純市郎
- 演出：湯山邦彦、関田修、吉田健次郎、二階堂主水
- 音楽：越部信義
- キャラクターデザイン：河井ノア
- 美術監督：勝又激
- 録音演出：小松亘弘
- 編集：辺見俊夫、山崎昌三 他
- キャスティング協力：青二プロダクション、東京俳優生活協同組合
- 製作：東京12チャンネル、国際映画社、葦プロダクション

### 各話スタッフ
- 脚本：酒井あきよし、海老沼三郎、鳥海尽三、吉川惣司、筒井ともみ、桜井正明、山本優、入江とおる 他
- 絵コンテ：湯山邦彦、貞光紳也、吉川惣司、金田伊功、山崎和男、四辻たかお、又野龍也、古沢秀夫 他
- 作画監督：富沢和雄、渡辺邦男、保谷一郎、多賀一弘、神宮慧、上村栄司、伊東誠 他

## 主題歌
いずれも民謡界のフーミンの愛称で知られる民謡歌手の大塚文雄が歌唱し、クレープがコーラスで参加した。作詞は鈴木悦夫 、作曲・編曲は越部信義。
「ドンデラ音頭 調子出てますか」
オープニングテーマ。ドンデラマンチャ役の内海賢二がセリフを担当。
「荒野の一番星」
エンディングテーマ。

## 各話リスト
| 話 | サブタイトル           | 脚本                  | 絵コンテ   | 演出       | 作画監督   | 放送日         |
| -- | ---------------------- | --------------------- | ---------- | ---------- | ---------- | -------------- |
| 1  | 想い姫よいずこ         | 吉川惣司              | 吉川惣司   | 湯山邦彦   | 富沢和雄   | 1980年 4月15日 |
| 2  | 魔女は騎士がお好き     | 筒井ともみ            | 湯山邦彦   | 湯山邦彦   | 富沢和雄   | 4月22日        |
| 3  | びっくり怪獣親子       | 酒井あきよし          | 湯山邦彦   | 二階堂主水 | 多賀一弘   | 4月29日        |
| 4  | ドンは猛獣使い         | 海老沼三郎            | 貞光紳也   | 関田修     | 渡辺邦男   | 5月6日         |
| 5  | 大盗賊はだれだ         | 海老沼三郎            | 貞光紳也   | 湯山邦彦   | 渡辺邦男   | 5月13日        |
| 6  | ドンはカウボーイ       | 鳥海尽三              | 金田伊功   | 湯山邦彦   | 富沢和雄   | 5月20日        |
| 7  | 迷馬?ドジナンテ        | 筒井ともみ            | 湯山邦彦   | 吉田健次郎 | 保谷一郎   | 5月27日        |
| 8  | 海賊島の決闘           | 酒井あきよし          | 湯山邦彦   | 湯山邦彦   | 渡辺邦男   | 6月3日         |
| 9  | ドラキュラ恋の物語     | 入江とおる            | 山崎和男   | 関田修     | 神宮慧     | 6月10日        |
| 10 | 大暴れわんぱく王子     | 筒井ともみ            | 四辻たかお | 湯山邦彦   | 上村栄司   | 6月17日        |
| 11 | ピラミッドのたたり     | 筒井ともみ            | 湯山邦彦   | 吉田健次郎 | 伊東誠     | 6月24日        |
| 12 | 姫は戦車にゆられて     | 桜井正明              | 又野龍也   | 関田修     | 渡辺邦男   | 7月1日         |
| 13 | 悪魔島からの脱出       | 山本優                | 湯山邦彦   | 吉田健次郎 | 保谷一郎   | 7月8日         |
| 14 | モナリザの誘惑         | 筒井ともみ            | 又野龍也   | 湯山邦彦   | 神宮慧     | 7月15日        |
| 15 | 神通力よさらば         | 鳥海尽三              | 古沢秀夫   | 吉田健次郎 | 保谷一郎   | 7月29日        |
| 16 | ウスノロダメスの大予言 | 筒井ともみ 入江とおる | 湯山邦彦   | 湯山邦彦   | 渡辺邦男   | 8月5日         |
| 17 | ドン姫と野獣           | 筒井ともみ            | 遠藤克巳   | 吉田健次郎 | 阿仁真須夫 | 8月12日        |
| 18 | 密林の大魔王           | 湯山邦彦              | 山崎和男   | 吉田健次郎 | 保谷一郎   | 8月19日        |
| 19 | 人魚姫の涙             | 桜井正明              | 佐藤元     | 関田修     | 神宮慧     | 8月26日        |
| 20 | アマゾンの女王         | 酒井あきよし          | 又尾和蘭   | 吉田健次郎 | 保谷一郎   | 9月2日         |
| 21 | 暴君ネロンとベラクレス | 佐木仁                | 湯山邦彦   | 湯山邦彦   | 神宮慧     | 9月9日         |
| 22 | 白雪城のマジックミラー | 筒井ともみ            | 古沢秀夫   | 吉田健次郎 | 阿部司     | 9月16日        |
| 23 | 怪盗サンタクロース     | 筒井ともみ            |            | 湯山邦彦   | 神宮慧     | 9月23日        |

この他、前述の通り未放映話が3話存在する。

## 放送局
※放送日時は個別に出典が掲示されてあるものを除き、1980年7月中旬 - 8月上旬時点、放送系列は放送当時のものとする。
| 放送地域   | 放送局           | 放送日時           | 放送系列                      | 備考                                   |
| ---------- | ---------------- | ------------------ | ----------------------------- | -------------------------------------- |
| 関東広域圏 | 東京12チャンネル | 火曜 18:45 - 19:15 | 独立局                        | 制作局 現・テレビ東京。                |
| 北海道     | 北海道テレビ     | 土曜 7:30 - 8:00   | テレビ朝日系列                | 1980年5月3日から同年12月13日まで放送。 |
| 福島県     | 福島中央テレビ   | 土曜 7:00 - 7:30   | 日本テレビ系列 テレビ朝日系列 |                                        |
| 京都府     | 近畿放送         | 水曜 18:30 - 19:00 | 独立UHF局                     | 現・京都放送。                         |

## ビデオソフト
1984年頃に東芝映像ソフトからVHSとベータのビデオソフトが発売された。第1話「想い姫よいずこ」と第6話「ドンはカウボーイ」を収録。ビデオはその後一切再発売されておらず、BD・DVD化も行われていない。